# لودویگ شوبرت
لودویگ شوبرت (انگلیسی: Ludwig Schuberth; ۲۴ ژوئیهٔ ۱۹۱۱ – ۳۰ سپتامبر ۱۹۸۹) بازیکن هندبال اهل اتریش بود.